# Marylebone Road

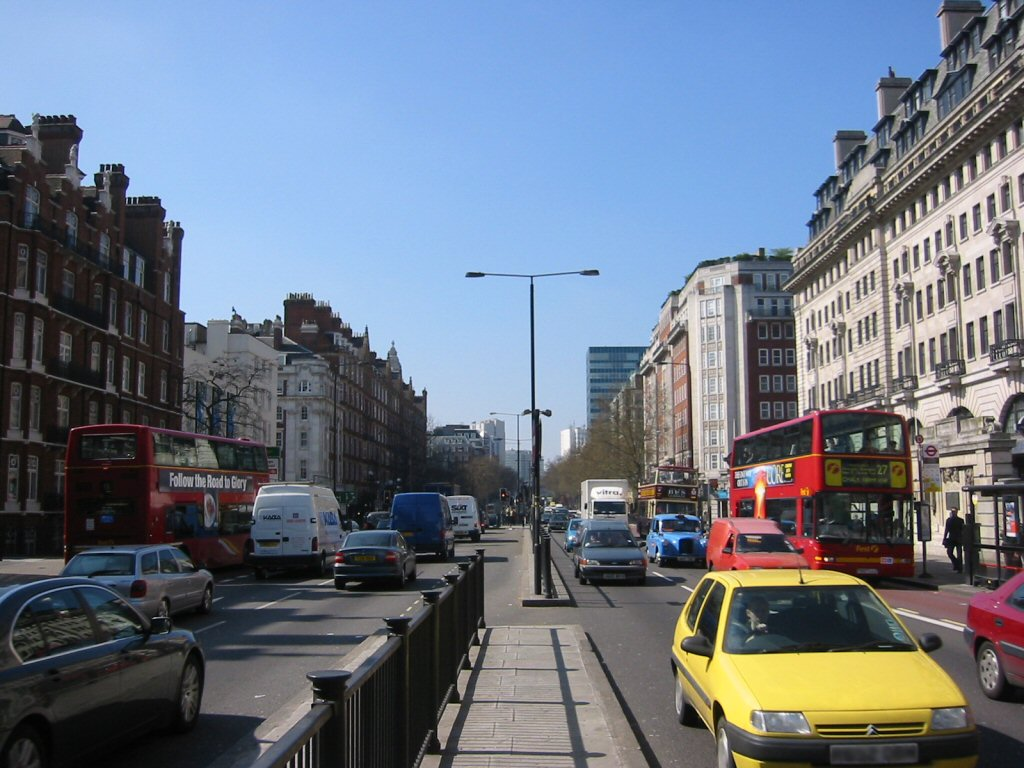
Marylebone Road mit Blickrichtung nach Westen von der Baker Street (2003)

Die Marylebone Road  ist eine wichtige Durchgangsstraße im Zentrum Londons. Sie verläuft von West nach Ost beginnend von der A40, Ausfahrt Paddington, bis die Straße ab dem Regent’s Park Euston Road heißt. Die Straße, die mit drei Spuren in beide Richtungen verläuft, ist ein Teil der London Inner Ring Road und ist ein Teil der Grenze der London Congestion Charge, bei der die Kraftfahrzeugfahrer Maut zu bezahlen haben.
Die Marylebone Road wird nach einigen Meilen in Richtung Westen selbst zur Autobahn M40 und hat eine Kreuzung mit der Kilburn Road (A5), welche eine Verbindung mit dem Anfang der Autobahn M1 hat. Die meisten Fahrer gebrauchen die Straße, um vom Zentrum Londons zu den Midlands und nach Nord England zu kommen. Deshalb ist die Straße oft sehr verstopft.
An der Marylebone Road liegt zudem das Wachsfigurenkabinett Madame Tussauds.

## Geschichte
Marylebone ist ein Stadtteil der City of Westminster. Der Name leitet sich von einer „St Mary’s“-Kirche (jetzt: St Marylebone Parish Church) her, die am Ufer des kleinen Baches „Tybourne“ steht. Die Gegend wurde deshalb St Mary at the bourne genannt, was sich später zu Marylebone verschliff.

### Devonshire Terrace
Ein Teil der Marylebone Road, die ihren heutigen Namen im Jahr 1862 erhielt, trug ursprünglich die Bezeichnung Devonshire Terrace und begann in unmittelbarer Nähe der St Marylebone Parish Church, die sich heute unter Nummer 17 der Marylebone Road befindet.
In dem dortigen Haus Nummer 1 Devonshire Terrace lebte zwischen 1839 und 1851 der Schriftsteller Charles Dickens (1812–1870), der hier sechs Romane schrieb. Dieses Haus trägt heute angeblich die Hausnummer 15–17, wobei sich die Frage stellt, wie sich diese Angabe mit der freistehenden Kirche unter Nummer 17 verträgt.
Wenn die Aufzeichnungen von Daphne du Maurier nicht missverständlich sind, lebte vermutlich zur selben Zeit und exakt im selben Gebäude, in dem Dickens ab 1839 wohnte, der spätere Schriftsteller George du Maurier (1834–1896) als Kind, zumindest in den Jahren 1838 und 1839, und im Jahr von Dickens’ Einzug wurde dort seine Schwester Isabella geboren (vgl. auch: Liste der Wohnadressen von George du Maurier).

### St Marylebone Parish Church
Große Namen sind auch mit der Kirche selbst verbunden. Hier wurde 1788 der Dichter Lord Byron (1788–1824) getauft und im selben Jahr auf dem angrenzenden Friedhof der anglikanische Priester Charles Wesley (1707–1788) beerdigt. Auch Charles Dickens’ Sohn wurde in der Kirche getauft und die Taufzeremonie ist in seinem Roman Dombey und Sohn (OT: Dombey and Son) beschrieben.

### Marylebone Circus
Die Straßenkreuzung von der Marylebone Road mit der Baker Street trug ursprünglich die Bezeichnung Marylebone Circus.

## Bahnhöfe in der Nähe

### Hauptlinien
- Bahnhof Paddington
- Bahnhof Marylebone

### U-Bahnhöfe (von West nach Ost)
- Edgware Road
- Paddington
- Marylebone
- Baker Street
- Regent’s Park
- Great Portland Street